# Прочти или умри
Read or Die (яп. リード・オア・ダイ Ри:до оа дай, «Прочти или умри») — лайт-новел, аниме и манга. Автор оригинального сюжета — Хидэюки Курата. Публикация серии «лёгких новелл» начата издательством Shueisha в 2000 году. По мотивам романов Хидэюки Курата написал сценарий к одноимённой манге, которая была нарисована Мари Мизутой. Немного позднее была выпущена ещё одна манга — Read or Dream, содержащая сюжетную линию, которая не пересекается с первой мангой. Её иллюстратором является Ран Аянага.
В начале 2001 года режиссёр Кодзи Масунари создал OVA-сериал Read or Die по мотивам манги, автором сценария которого выступил сам Хидэюки Курата. В 2003 году был выпущен телевизионный сериал R.O.D the TV, тоже снятый режиссёром Кодзи Масунари по сценарию Юсукэ Куроды в сотрудничестве с автором оригинальной серии. В сериале пересекаются сюжетные линии манги Read or Dream и манги Read or Die.
В 2007 году в России компанией MC Entertainment был лицензирован и официально выпущен в продажу OVA-сериал.

## Сюжет
Действие разворачивается в альтернативном мире, где Британская империя является основной сверхдержавой. При этом могущество империи обеспечивается Британской Библиотекой (яп. 大英図書館 Дайэй-тосёкан) и, в частности, её Особым Оперативным Подразделением (яп. 大英図書館 特殊工作部 Дайэй-тосёкан Токусу-ко:сакубу). Последнее состоит из агентов, которые наделены различными специфическими навыками и возможностями. Особо среди них выделяются так называемые повелители бумаги (яп. 紙使い камицукай) — люди, способные творить из бумаги различные объекты и вкладывать в них значительную силу. Возможные применения их способностей простираются от простого использования листка бумаги в качестве пуленепробиваемого щита до сотворения из бумаги различных созданий (големов, проламывающих стены, ездовых животных и тому подобного). Эти агенты участвуют в различных секретных операциях по всему миру, связанных с борьбой с преступлениями на почве книг.

### «Лёгкая новелла», манга и OVA-сериал
Сюжет повествует о бумажной повелительнице Ёмико Ридман, работающей в Особом Оперативном Подразделении Британской Библиотеки, которой предстоит пресечь заговор так называемых Идзинов — клонов выдающихся людей прошлого, пытающихся выкрасть особые антикварные книги. В этих книгах содержалась информация о неизвестной симфонии Бетховена, которая может заставить любого человека, услышавшего её, совершить самоубийство. Воссоздание этой симфонии и трансляция её на весь мир и были целью заговорщиков.

### Манга «Read or Dream»
Манга рассказывает о трёх бумажных повелительницах — Мишель Чхёнг, Аните Кинг и Мэгги Муй, которые создали своё собственное детективное агентство. Они расследуют различные дела, чаще всего связанные с книгами. Заработанные деньги идут на пополнение библиотеки сестёр, что вызывает недовольство у Аниты, ибо она в отличие от своих сестёр ненавидит книги.

### Телесериал
Действие в телесериале разворачивается в 2006 году спустя 5 лет после инцидента, описанного в OVA-сериале, и связывает воедино события сюжетных линий Read or Dream и Read or Die.
Молодая писательница Сумирэгава Нэнэнэ отправляется в Гонконг, где она должна подписать договор с киностудией об экранизации её произведений. Тем временем выясняется, что жизни писательницы грозит опасность. Поэтому Ли Линхо — менеджер Сумирэгавы, нанимает сестёр Мишель Чхёнг, Аниту Кинг и Мэгги Муй в качестве её телохранителей. Параллельно исполнению этих обязанностей, сёстры также выполняют ряд сторонних заданий. В частности, их нанимает организация Докусэнся для обнаружения и изъятия определённых книг. В ходе развития сюжета выясняется связь Докусэнся и Британской Библиотеки, в которой за четыре года до описываемых событий произошёл пожар, уничтоживший фонды библиотеки и подорвавший её, а следовательно и всей Британии, политическое значение.

## Персонажи
Ёмико Ридман (яп. 読子・リードマン Ёмико Ри:доман) — полуяпонка, полуангличанка, повелительница бумаги. Для перемещения по воздуху использует гигантский бумажный самолётик. В свободное время подрабатывает учительницей. Любовь к книгам Ёмико Ридман достигает огромных масштабов: весь её дом был наполнен различными изданиями и она буквально опустошала книжные магазины в поисках новых, из-за чего продавцы считали её лучшим клиентом. Она является агентом Британской Библиотеки, где известна под кодовым именем «The Paper» (Листочек) (яп. ザ・ペーパー Дза Пэ:па:). Участвовала в операции по пресечению заговора И-дзинов. В результате конфликта с руководством Библиотеки устроила пожар, уничтоживший большую часть фондов. После этого инцидента пропала без вести на четыре года. Она является действующим лицом всех произведений вселенной R.O.D за исключением манги Read or Dream.
Сэйю: Риеко Миура
Джокер (яп. ジョーカー Дзё:ка:, настоящее имя Джозеф Карпентер) — исполняющий обязанности главы Оперативного Отдела Британской Библиотеки. В сериале Британия переживала тяжёлый кризис, и чтобы получить некоторую помощь для неё, Джокер раскрыл Докусенсе информацию о проекте спящей книги — плане воскрешения Джентльмена, разработки которого Докусенсе планировало использовать в проекте абсолютного языка. Фактически — манипулировал Докусенсе с целью возрождения Джельтельмена и Британии. Он является действующим лицом всех произведений вселенной R.O.D, за исключением манги Read or Dream.
Сэйю: Ходзуми Года
Венди Эрхарт (яп. ウェンディ・イアハート Вэнди: Иаха:то) — полу-индийка, полу-англичанка. Она вступила в ряды Оперативного Подразделения в возрасте 19-ти лет, и стала персональным секретарём Джокера. Ко времени событий сериала, стала фактически правой рукой Джокера. Она является действующим лицом всех произведений вселенной R.O.D за исключением манги Read or Dream.
Сэйю: Мика Сакэнобэ
Джигги Стардаст (яп. ジギー・スターダスト Дзиги: Сутада:суто) — учёный, работающий на Британскую Библиотеку. Специалист по исследованию управления бумагой. В частности, он развил атакующую технику бумагой (яп. 戦闘用紙 сэнто:ё:гами), которую использует Ёмико. Этот персонаж встречается только в серии «лёгких новелл».
Нэнси Макухари (яп. ナンシー・幕張 Нанси: Макухари) — агент Библиотеки, нанятый в Китае. Получила кодовое имя "Miss Deep" (Мисс Дип) (яп. ミス・ディープ Мису Ди:пу). Она обладает особой силой, которая именуется «дайвингом». Эта способность помогает ей проникать сквозь любые предметы и обладать определённой неуязвимостью к атакам. На самом деле Нэнси Макухари — клон Маты Хари. Она участвовала в заговоре И-дзинов, но стала подругой Ёмико. В конце OVA помогла ей сражаясь со своим же клоном. Позже потеряла память о произошедших событиях. Она является действующим лицом всех произведений вселенной R.O.D за исключением манги Read or Dream.
Сэйю: Митико Нэя
Дрэйк Андерсон (яп. ドレイク・アンダーソン Дорэйку Анда:сон) — ветеран американского спецназа. Участвует в операциях Особого Подразделения в качестве человека, обеспечивающего военное прикрытие агентам Библиотеки. Несмотря на то, что он не обладает какими-либо особыми возможностями, он довольно-таки силён и опытен как солдат. У Андерсона есть дочь по имени Мэгги. Он является действующим лицом всех произведений вселенной R.O.D за исключением манги Read or Dream.
Сэйю: Мисами Ивасаки
Нэнэнэ Сумирэгава (яп. 菫川ねねね Сумирэгава Нэнэнэ) — молодая писательница, фигурирует в манге Read or Die как подруга Ёмико Ридман. Она написала три книги до момента исчезновения Ёмико, после которого на протяжении четырёх лет не занималась писательским трудом. Во время поездки в Гонконг познакомилась с тремя сёстрами - бумажными повелительницами, которые были наняты в качестве телохранителей. По возвращении в Японию сёстры к великому неудовольствию Нэнэнэ поселились у неё в квартире.
Сэйю: Сацуки Юкино
Мишель Чхёнг (яп. ミシェール ・チャン Мисе:ру Тан) — также Ми-нээ (её фамилия часто произносится как Чан, но в аниме можно видеть латинскую транслитерацию фамилии словом «Cheung»). Старшая из трёх сестёр, обычно исполняет обязанности лидера. Её любимой книгой, как она сообщила при встрече Сумирэгавы Нэнэнэ, является Гарри Поттер. Она выглядит наиболее эмоционально устойчивой среди своих сестёр. Мишель может превращать бумагу в лук и стрелы, которые и являются её основным оружием. Её любовь к книгам настолько велика, что когда она прибыла в Токио и начала покупать огромное количество книг в магазинах, продавцы приняли её за Ёмико. Она является героиней манги Read or Dream и телесериала.
Сэйю: Сёко Кикути
Мэгги Муй (яп. マギー・ムイ Маги: Муй) — также Ма-нээсредняя из трёх сестёр. Будучи бумажной повелительницей, способна создавать из бумаги различных животных. Её любимым писателем является Эрнест Хемингуэй, однако также она является поклонницей творчества Сумирэгавы Нэнэнэ. Среди особенностей характера Магги можно выделить её стремление в одиночку защитить своих сестёр от любой опасности.
Сэйю: Хирому Хирата
Анита Кинг (яп. アニタ・キング Анита Кингу) — младшая из трёх сестёр, в отличие от них и всех прочих бумажных повелителей, ненавидит книги. Это связано с тем, что во время пожара в Британской Библиотеке, вызванного Ёмико Ридман, она была свидетельницей событий, и зрелище пылающих книг врезалось в её память как образ опасности.
Сэйю: Тива Сайто
Джентльмен (яп. ジェントルマン Дзэнторуман) — Глава Британской Библиотеки. Именно при его правлении Библиотека и вся Британия достигли наибольшего процветания и геополитического влияния. Судя по сюжету, прожил не одну сотню лет, однако к началу событий телесериала его жизненные силы подошли к концу. Поэтому его разум был особым образом закодирован в семь книг: Книга бегущей крови; Книга пульсирующей плоти; Книга сильных рук; Книга быстрых ног; Книга проницательного разума; Книга поддерживающих костей; Книга всевидящих глаз. Планировалось «загрузить» информацию из этих книг в тело другого человека, дабы возродить личность Джентльмена и, тем самым, вернуть былое могущество Британии. Позднее выясняется, что Джентльмен не просто возродил бы Британию, но и создал бы «идеальный мир»мир был бы перестроен его волей, а все люди получили бы новые воспоминания, соответствующие их новым «идеальным» жизням. Фактически, сила Джентльмена стала проявляться в последних сериях, когда Лондон изменялся согласно его воле.
Джуниор (яп. ジュニア Дзюниа) — мальчик, обладающий такой же силой, как у Нэнси Макухари. Первоначально, он работал на Джокера, помогая ему найти книги, в которых была заключена личность Джентльмена. Однако, когда он узнал, что является сыном Нэнси и лидера И-дзинов Икку Содзина, а также то, что именно в его тело планируется вселить разум Джентльмена, Джуниор перешёл на сторону Ёмико и сестёр.
Сэйю: Мицуки Сайга

### Второстепенные персонажи
Ли Линхо (яп. リー・リンホー Ри: Ринхо:) — герой сериала R.O.D -the TV-. Редактор Нэнэнэ Сумирэгавы, именно он нанял трёх сестёр — бумажных повелительниц в качестве телохранителей.
Сэйю: Синъитиро Мики
Джон У (яп. ジョン・ウー Дзён У:) — почтовый голубь, с помощью которого господин Ким отправлял сообщения сёстрам.
Господин Ким (яп. 金さん Киму-сан) — оперативный работник организации Докусэнся. Отвечал за обнаружение книг, в которых была заключена личность Джентльмена.
Сэйю: Сигэру Усияма
Санни Вонг (яп. サニー・ウォン Сани: Вон) — могущественный бумажный повелитель. Работает на Докусэнся.
Сэйю: Такая Курода

### Реальные исторические личности
В качестве клонов, называемых И-дзинами, выступают реально существующие личности.
Жан Анри Фабр — французский энтомолог и писатель.
Мата Хари — исполнительница экзотических танцев, куртизанка и одна из самых известных шпионок Первой мировой войны.
Отто Лилиенталь — немецкий инженер, один из пионеров авиации.
Сюаньцзан — знаменитый китайский буддийский монах, учёный, философ.
Иккю Содзюн — известный в Японии поэт и буддистский монах.
Хирага Гэннай — японский учёный периода Эдо
Людвиг ван Бетховен — великий немецкий композитор, пианист, дирижёр.
Стефен Вилкокс — американский инженер и изобретатель.

## Список серий

### Телесериал
| Номер | Название серии                                                                 | Дата трансляции |  |
| ----- | ------------------------------------------------------------------------------ | --------------- |  |
|       |                                                                                |                 |  |
| 01    | Бумажный водопад «Ками ва маиорита» (紙は舞い降りた)                           | 01.09.2003      |  |
| 02    | Союз отчаянных «Дамэ нингэн домо ацумарэ» (ダメ人間ども集まれ)                 | 08.09.2003      |  |
| 03    | Встретимся в Дзимбо-тё «Дзинботё де аимасё» (神保町で逢いましょう)             | 15.09.2003      |  |
| 04    | Программа седьмого класса «Тю:ити ко:су» (中一コース)                          | 22.09.2003      |  |
| 05    | Много шума из ничего «Яцура ва савайдэиру» (やつらは騒いでいる)                | 29.09.2003      |  |
| 06    | Дорогие соавторы «Райто сутаффу» (ライトスタッフ)                              | 06.10.2003      |  |
| 07    | В чаще «Ябу-но нака» (薮の中)                                                  | 13.10.2003      |  |
| 08    | Ночью всё не так «Ёру-ни мадовасарэтэ» (夜に惑わされて)                        | 20.10.2003      |  |
| 09    | Сердце тьмы «Ями-но оку» (闇の奥)                                              | 27.10.2003      |  |
| 10    | Рождественский гимн «Курисумасу кярору» (クリスマス･キャロル)                  | 03.11.2003      |  |
| 11    | Прощай, Япония «Саёнара Ниппон» (さよならにっぽん)                             | 10.11.2003      |  |
| 12    | Бумажные сумерки «Камигами-но тасогарэ» (紙々の黄昏)                           | 17.11.2003      |  |
| 13    | Бумажные сумерки (часть вторая) «Дзоку - Камигами-но тасогарэ» (続･紙々の黄昏) | 24.11.2003      |  |
| 14    | Лес с бумажными листьями «Ками ха-но мори» (紙葉の森)                          | 01.12.2003      |  |
| 15    | На дне тёмной ямы «Кураки ти-но соко-дэ» (仄暗き地の底で)                      | 08.12.2003      |  |
| 16    | Fahrenheit 451 «Каси ён-го-ити» (華氏四五一)                                   | 15.12.2003      |  |
| 17    | Милый дом «Суи:то хо:му» (スイートホーム)                                      | 22.12.2003      |  |
| 18    | Раскаяние «Кокухаку» (告白)                                                    | 29.12.2003      |  |
| 19    | Семейная игра «Кадзоку гэ:му» (家族ゲーム)                                     | 05.01.2004      |  |
| 20    | Здравствуй, грусть «Канасими ё коннитива» (悲しみよこんにちは)                 | 12.01.2004      |  |
| 21    | D.O.D -Мечтай или умри- (D.O.D -DREAM OR DIE-)                                 | 19.01.2004      |  |
| 22    | Схватить! «Дассю» (奪取)                                                       | 26.01.2004      |  |
| 23    | Ложь значит молчание «Усо, соситэ тиммоку» (嘘、そして沈黙)                    | 02.02.2004      |  |
| 24    | Ты так давно меня знаешь «Кими-га боку-о ситтэру» (君が僕を知ってる)           | 09.02.2004      |  |
| 25    | Небольшая проблема «Тайсита мондай дзя най» (たいした問題じゃない)             | 16.02.2004      |  |
| 26    | А затем... «Сорэкара» (それから)                                               | 23.02.2004      |  |